# Hommes et Loups
Pour plus de détails, voir Fiche technique et Distribution.
Hommes et Loups (titre italien : Uomini e lupi) est un film franco-italien réalisé par Giuseppe De Santis et Leopoldo Savona, sorti en 1957.

## Synopsis
Dans les Abruzzes, région montagneuse de l’Italie centrale, pays sévère et étrange, les troupeaux abondent et à l’approche de l’hiver, l’écho d’effrayants hurlements de loups se répercutent dans la vallée. Les possesseurs de bétail, pour lutter contre ce fléau, font appel aux louvetiers, chasseurs de loups, rompus au guet, au dur combat, à la solitude, ce sont des montagnards farouches et indépendants. Lorsqu’il a tué un loup, le louvetier promène la dépouille de la bête de village en village. Les villageois le récompensent en lui offrant des dons en espèces, de la farine, du vin, du pain, du jambon, etc. C’est par un rude matin que Giovanni, louvetier, arrive au village de Vischio accompagné de sa femme Teresa et de son fils de dix ans.
Peu de temps après, Ricuccio arrive aussi au village, désinvolte, la poitrine bardée de cartouches, armé d’un fusil, habité de manières insolentes, sous le regard pétillant des dames.
Sous le regard moqueur de Ricuccio qui n’avait rien à voir avec un vrai louvetier, Giovanni, méfiant prépare ses appâts et pièges, et pour assurer un lendemain plus avantageux pour sa famille, creuse un trou recouvert de branches, un piège à loups, qui permettra de revendre l’animal plus cher, s’il est capturé vivant. Une louve prise au piège arrive à se dégager et tue Giovanni lors d’un combat acharné. Rinuccio transporte le corps de Giovanni jusqu’au village et, pour le venger, promet de tuer les loups et plus particulièrement la louve meurtrière.
Les jours passent, et un matin Pasqualino le fils de Teresa capture dans les bois, deux louveteaux.
Ricuccio fabrique une cage, mais très vite les villageois s’aperçoivent que la louve, leur mère, inquiète et obsédée ne consent pas à abandonner ses petits……

## Fiche technique
- Titre : Hommes et Loups
- Titre original : Uomini e lupi
- Réalisation : Giuseppe De Santis et Leopoldo Savona
- Assistant-réalisateur : Tonino Guerra
- Scénario : Giuseppe De Santis, Tonino Guerra, Ivo Perilli, Elio Petri, Tullio Pinelli, Ugo Pirro, Gianni Puccini et Cesare Zavattini
- Photographie : Piero Portalupi
- Montage : Gabriele Varriale
- Musique : Mario Nascimbene
- Direction artistique : Ottavio Scotti
- Décors : Giovanni Checci
- Costumes : Graziella Urbinati
- Son : Guido Nardone
- Producteur : Giovanni Addessi
- Sociétés de production : Titanus, Société Générale de Cinématographie (S.G.C), Trionfalciné
- Société de distribution : Columbia Pictures
- Pays de production :  Italie |  France
- Langue : Italien
- Format : Couleur (Eastmancolor) — 35 mm — 2,35:1 (Cinémascope) — Son : Mono
- Métrage : 2 700 mètres
- Genre : Film dramatique
- Durée : 93 minutes (1 h 33)
- Dates de sortie :
  - Italie : 8 février 1957
  - France : 29 mars 1957
- Immatriculation au Registre Public de la Cinématographie : n° 18598 du 03/07/1956
- Affiche : Georges Kerfyser (France)

## Distribution
- Silvana Mangano : Térésa
- Yves Montand : Ricuccio
- Pedro Armendáriz : Giovanni
- Irene Cefaro : Bianca
- Guido Cali : Nazzaréno
- Giovanni Matta : Pasqualino
- Euro Teodori : Pasqualino
- Giulio Calì : Nazzareno

## À noter
- Ce film qui met en évidence le drame d'un peuple prolétaire, froid, endurci, habitué aux durs combats de l'hiver, tout en faisant ressortir, la misère matérielle et humaine des villages montagnards qui n’ont d’autres ressources que l’élevage du bétail[réf. nécessaire].